# Nanocladius pulcher
Nanocladius pulcher är en tvåvingeart som beskrevs av Kawai 1991. Nanocladius pulcher ingår i släktet Nanocladius och familjen fjädermyggor. Inga underarter finns listade i Catalogue of Life.